# Mind’s Eye Theatre
Mind’s Eye Theatre ist ein Regelsystem für Live-Rollenspiele, die in einer der beiden fiktiven Spielwelten des amerikanischen Spieleverlages White Wolf angesiedelt sind und als Welt der Dunkelheit (World of Darkness) bezeichnet werden. Dabei wird zwischen der alten Spielwelt oWoD (für old World of Darkness, durch den Verlag auch cWoD für Classic Wold of Darkness genannt) und der neuen Spielwelt nWoD (für new World of Darkness) unterschieden.
Für beide Spielwelten sind zahlreiche Bücher mit Spielregeln und Tipps erschienen, die sich an den Rollenspieltiteln orientieren, die auch in den Pen&Paper-Rollenspiel-Versionen der Spielwelten vorkommen. Die Bücher werden derzeit als PDF-Download und Print-on-Demand-Version angeboten.
Der deutsche Verlag für Spiele der Welt der Dunkelheit-Spielwelt, Feder & Schwert, hat unter dem Titel Gesetze der Nacht und dem Logo Theater der Dunkelheit die Mind’s Eye Theatre Live-Rollenspiel-Regeln zu Vampire: The Masquerade verlegt.

## Regelsystem
Die Spielercharaktere haben nach den "Mind’s Eye Theatre"-Regeln mehrere „Werte“ (engl.: traits) in verschiedenen Kategorien. Dabei sind die Kategorien „körperlich“, „gesellschaftlich“ und „geistig“ jedem Spiel zu eigen, das dieses Regelsystem benutzt, während einige andere Kategorien charakteristisch für ein bestimmtes Spiel sind, z. B. „Gnosis“ für Charaktere aus dem Spiel Werewolf: The Apocalypse. Es wird empfohlen, dass Spieler für jeden dieser „Werte“ ein kleines Kärtchen bei sich führen, auf denen der Wert verzeichnet ist. Die Kärtchen für Werte, die im Spiel verbraucht werden, sollen dann markiert oder in einer anderen Tasche gesondert von den unverbrauchten Werten mitgeführt werden.
Wenn es zu einer Situation kommt, in der die Werte zweier Charaktere verglichen werden, kommt es zu einem „Test“. Dabei beschreiben beide Spieler ihre Handlung in einer Kombination aus schauspielerischem Darstellen und wörtlichem Aussprechen. Die Handlung sollte einem der Werte, den der Charakter besitzt, zugeordnet werden. Außerdem führen beide Spieler ein Schere-Stein-Papier-Spiel durch. Der Gewinner hatte mit seiner Handlung Erfolg, was beide Spieler im weiteren Handeln ihrer Charaktere umsetzen sollten. Der Verlierer muss zusätzlich den Wert, den er der Konfrontation zugeordnet hatte, „verbrauchen“.
Sollten beide Spieler beim Schere-Stein-Papier-Spiel dieselbe Figur anzeigen, so gewinnt der Charakter, der mehr unverbrauchte Werte in der entsprechenden Kategorie aufweisen kann. Ein Spieler, dessen Charakter besondere Fähigkeiten-Werte hat, kann aber auch einen neuen Test auslösen, wenn er verloren hat. Auch ein Spieler, dessen Charakter sehr viele Werte in einer bestimmten Kategorie besitzt und beim Schere, Stein, Papier-Spiel unterlag, kann sich über dieses Ergebnis hinweg setzen, indem er eine Anzahl vom unverbrauchten Werten in der entsprechenden Kategorie nennt, die er mindestens besitzt (er kann unterbieten). Wenn der Sieger des Schere-Stein-Papier-Spiels nicht mit dieser Anzahl an Werten mithalten kann, gewinnt der andere den Test nachträglich.
Bei Vergleichen von Werten gegen „Objekte“ wird zumeist dasselbe System angewendet, wobei ein (Hilfs-)Spielleiter gewöhnlich das Schere-Stein-Papier-Spiel für das Objekt übernimmt und diesem auch eine gewisse Anzahl an Werten zu billigt, um den Test wie gewohnt abhandeln zu können. Dies wäre beispielsweise der Fall für das Knacken eines Schlosses, bei dem das Schloss eine gewisse Anzahl an Werten hat, die seine Qualität repräsentieren.
Verbrauchte Werte kehren meist erst zu Beginn des nächsten Spieltermins zurück oder, wenn bestimmte Ereignisse im Spiel eintreten. So können die „Blut“-Werte eines Vampirs beispielsweise durch das Trinken von Blut aufgefüllt werden.
Nach jedem Spieltermin sollen Erfahrungspunkte vergeben werden, die es dann ermöglichen, neue Werte zu kaufen. Es gibt eine variable Obergrenze, wie viele Werte ein Charakter in einer Kategorie haben darf. Diese ist bei der "Mind’s Eye Theatre"-Version von Werewolf: The Apocalypse beispielsweise an den Rang des Werwolfs gebunden. Somit können Werwölfe eines höheren Ranges mehr Werte pro Kategorie kaufen als Werwölfe niedrigeren Ranges.